# Hans-Joachim Rotzsch
Hans-Joachim Rotzsch (Leipzig, 25 avril 1929 – Leipzig, 25 septembre 2013) est un chef de chœur allemand, qui a conduit le Thomanerchor de 1972 à 1991 en tant que quinzième Thomaskantor depuis Johann Sebastian Bach. Il a aussi été chanteur ténor et professeur.

## Biographie
Hans-Joachim Rotzsch est né à Leipzig et a reçu une éducation musicale de 1940 à 1945 au Musisches Gymnasium Frankfurt, dirigé par Kurt Thomas. En 1949, il a commencé des études de musique sacrée à l'École supérieure de musique et de théâtre Felix Mendelssohn Bartholdy de Leipzig, apprenant l'orgue avec Günther Ramin.
Rotzsch a d'abord été ténor d'oratorio. En 1972, il est devenu professeur à l'École supérieure de musique et de théâtre Felix Mendelssohn Bartholdy. De 1972 à 1991 il a été Thomaskantor, le 15e successeur de Bach dans ce poste.
En 1992, il est devenu professeur invité pour la musique sacrée protestante au Mozarteum de Salzbourg, où il a enseigné jusqu'en 2000.

## Enregistrements
- Bach Made in Germany Vol. 1 - Cantatas II - Boy soprano, Hans-Joachim Rotzsch (tenor), Hans Hauptmann, Thomanerchor, Orchestre du Gewandhaus de Leipzig, conductor Günther Ramin, Leipzig Classics.
- Bach: Ich hatte viel Bekümmernis, BWV 21, Arleen Augér, Peter Schreier, Siegfried Lorenz, Thomanerchor Leipzig, Neues Bachisches Collegium musicum zu Leipzig, 1981–83.
- Bach: Der Himmel lacht! Die Erde jubilieret, BWV 31 / Erfreut euch, ihr Herzen, BWV 66, Helga Termer, Heidi Rieß, Eberhard Büchner, Siegfried Lorenz, Hermann Christian Polster, Thomanerchor Leipzig, Gewandhausorchester Leipzig.